# Tatsuya Kawajiri
Tatsuya Kawajiri (jap. 川尻達也 Kawajiri Tatsuya; ur. 8 maja 1978 w Edosaki, w prefekturze Ibaraki) – japoński zawodnik mieszanych sztuk walki (MMA), były mistrz organizacji Shooto w kategorii 70 kg (2004–2007). W swojej karierze walczył również dla PRIDE FC, DREAM i Strikeforce, a także w kick-boxingu w formule K-1. Nieprzerwanie w latach 2005–2011 klasyfikowany przez branżowe portale w pierwszej dziesiątce najlepszych zawodników MMA w kategorii do 70 kg na świecie. Aktualnie zawodnik japońskiej federacji Rizin Fighting Federation.

## Sportowa kariera

### Mieszane sztuki walki
Zawodowo walczy od 2000 roku. W latach 2000–2007 był związany z organizacją Shooto, dla której stoczył 19 walk, z których 18 wygrał. 14 grudnia 2004 roku został jej mistrzem w wadze półśredniej (do 70 kg), nokautując poprzedniego mistrza, Brazylijczyka Vítora Ribeiro (z którym przegrał dwa lata wcześniej).
W 2005 roku zadebiutował w największej ówcześnie organizacji MMA na świecie, PRIDE FC. Wygrał swoje dwie pierwsze walki, co zaowocowało zaproszeniem go do wzięcia udziału w turnieju mającym wyłonić mistrza PRIDE w wadze lekkiej (do 70 kg). Odpadł w ćwierćfinale, gdy przegrał z późniejszym mistrzem, Takanorim Gomim.
W 2006 roku powrócił do Shooto, aby obronić tytuł w wygranej przez dyskwalifikację rywala walce z Joachimem Hansenem. Następnie stoczył trzy kolejne walki w PRIDE – wygrane z Charlesem Bennettem i Chrisem Brennanem oraz przegraną przez jednogłośną decyzję z innym Amerykaninem, Gilbertem Melendezem.
Po rozwiązaniu PRIDE w 2007 roku przeniósł się do organizacji DREAM. W 2008 roku wziął udział w 16-osobowym turnieju o mistrzostwo DREAM w wadze lekkiej (do 70 kg). Dotarł w nim do półfinału, w którym przegrał przez TKO z Amerykaninem Eddiem Alvarezem. W następnym roku wygrał jednak 4 pojedynki z rzędu, w tym z byłym mistrzem Hero’s, Gesiasem Cavalcante, dzięki czemu otrzymał szansę walki o pas z mistrzem DREAM w wadze lekkiej, Shin’yą Aokim. Doszło do niej 10 lipca 2010 roku w Saitamie, podczas gali DREAM.15. Kawajiri doznał porażki przez poddanie w 1. rundzie na skutek dźwigni na staw skokowy, która ponadto kosztowała go wymagającą hospitalizacji kontuzję jednego ze ścięgien.

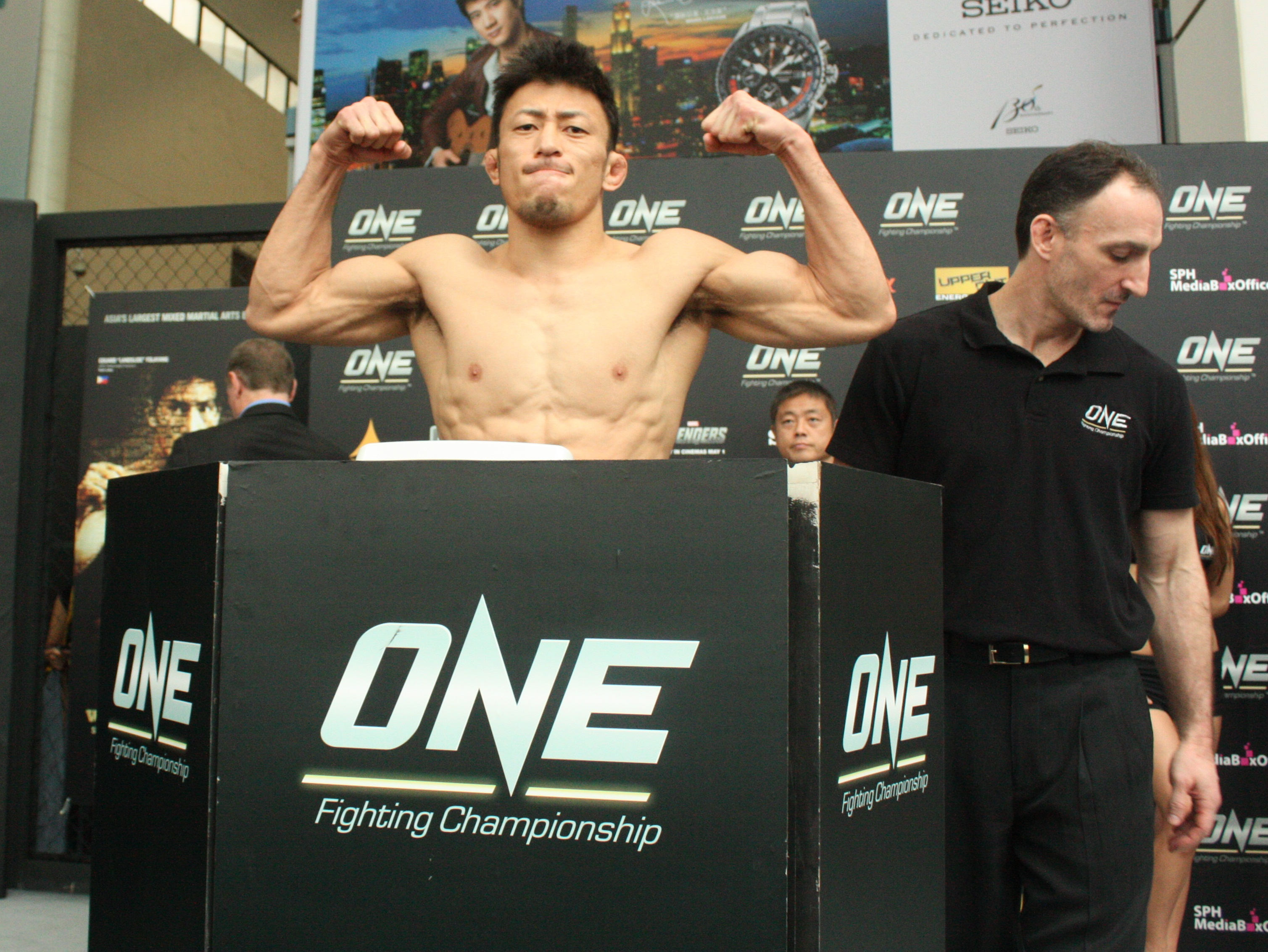
Tatsuya Kawajiri podczas oficjalnego ważenia przed galą ONE FC (2012)

Na mocy umowy partnerskiej pomiędzy DREAM a amerykańską organizacją Strikeforce w sylwestrową noc 2010 roku (gala Dynamite!!) Kawajiri zmierzył się z czołowym zawodnikiem tej drugiej, Joshem Thomsonem. Pokonał przez jednogłośną decyzję. Dzięki temu 9 kwietnia 2011 roku zmierzył się w San Diego o mistrzostwo Strikeforce w wadze lekkiej (do 70 kg) z Gilbertem Melendezem. Tak jak w 2006 roku, wygrał Amerykanin, tym razem jednak przez TKO w 1. rundzie.
Po porażce z Melendezem Kawajiri postanowił przenieść się do wagi piórkowej, w której jest jak dotąd niepokonany. 24 września na DREAM 17 poddał Norwega Joachima Hansena, a 31 grudnia na gali DREAM Genki Desu Ka zanotował 30 zawodowe zwycięstwo w MMA, pokonując przez poddanie Kazuyukiego Miyatę. Trzy miesiące później na ONE FC w Singapurze wygrał również przed czasem z mistrzem KOTC, Donaldem Sanchezem.
Na sylwestrowej gali DREAM 18 / Glory, zdecydowanie wypunktował zwolnionego w 2012 roku z UFC Michihiro Omigawę.
Pod koniec 2013 związał się z Ultimate Fighting Championship, a w debiucie w organizacji 4 stycznia 2014 poddał Seana Soriano.

### K-1
Kawajiri stoczył dwie walki kickbokserskie w prestiżowej organizacji K-1. W debiucie, w 2008 roku znokautował w 1. rundzie Kozo Takedę, natomiast rok później przegrał przez nokaut w 2. rundzie z dwukrotnym mistrzem K-1 World MAX, Masato Kobayashim.